# Condado de Randolph (Virgínia Ocidental)
O Condado de Randolph é um dos 55 condados do estado norte-americano da Virgínia Ocidental. A sede do condado é Elkins, que é também a sua maior cidade. O condado tem uma área de 2694 km² (dos quais 0,1 km² estão cobertos por água), uma população de 28 262 habitantes, e uma densidade populacional de 10 hab/km² (segundo o censo nacional de 2000). O condado foi fundado em 1787 e recebeu o seu nome em homenagem a Edmund Randolph (1795-1851), que foi o sétimo governador da Virgínia (entre 1786 e 1788), o primeiro procurador-geral dos Estados Unidos (1789-1794) e o segundo secretário de Estado dos Estados Unidos (1794-1795).